# Liste des œuvres de Maurice Tillieux
Cette page recense les œuvres publiées par Maurice Tillieux selon leur type (bande dessinées, illustrations, scénarios) et leur support (revues, livres). Pour une présentation plus précise des principales œuvres, se référer à leurs articles dédiés.

## Bande dessinée

### Périodiques
Sont également indiquées les illustrations et textes réalisés par Tillieux dans des périodiques de bande dessinée.

#### Le Moustique(1944-1965)
- 43 dessins humoristiques, entre le n°1 (1944) et le 1320 (1951)
- Seize illustrations du n°2 (1944) au n°1190 (1948)
- Illustration des poèmes de Fantasio, du n°1178 (22/08/1948) au n°1301 (31/12/1950) sauf n°1297
- Entête de diverses rubriques, à partir de 1949
- César :

1. 297 gags[N 1], du n°1771 (31/12/1959) au n°2113 (28/07/1966) sauf aux n°2101 2012, 2106 et 2112
2. César 2000, trois planches, n°2000 (28/05/1964)
3. Deux dessins humoristiques, n° 2031 (31/12/1964) et 2036 (04/02/1965)

#### Bimbo(1944-1949)
- Bimbo, Romarin et Miksy :

1. Sept gags entre les numéros 26 et 37
2. 110 planches à deux strips, n°38-151 (sauf 45 à 48) et couverture du n°130
3. Bimbo inventeur, 79 planches à deux strips, n°152-231

- Zénobie, 44 planches, n°152-195. Reprise de la série inachevée de Jeep/Blondine.
- Les Débrouillards, n°152-231. Reprise de La Bande infernale publié dans Jeep.
- Dasy Black, n°180-183 puis 228-231. Reprise de Jeep.
- Les deux complices, n°212-231. Reprise de Zouzour et Zourzou publié dans Jeep.

#### Jeep(1945-1947)
Revue majoritairement alimentée par Tillieux, devient Jeep/Blondine après 44 numéros. La numérotation reprend à un.
- La Bande infernale (sous le pseudonyme John Cliff) :

1. (sans titre), 76 planches, Jeep n° 1 à Jeep/Blondine n° 32
2. La Bande infernale contre les Ku-Kux Klan, 12 planches, n° 33 à 44

- Patrick et Dolly (sous le pseudonyme  James Jhames), 88 planches, Jeep n° 1 à Jeep/Blondine n° 44
- Zouzour et Zourzour (sous le pseudonyme Ronald Scott), 86 planches, Jeep n° 1 à Jeep/Blondine n° 44, sauf Jeep n°9 et 10
- Dasy Black (sous le pseudonyme Jill Morrison), 88 planches, Jeep n° 1 à Jeep/Blondine n° 44
- 'Zénobie (sous le pseudonyme John Cliff), 88 planches, Jeep/Blondine n° 13 à 44 (interrompu)

#### Le Pavé(1945)
Hebdomadaire né dans la clandestinité sous l'occupation allemande. Un seul numéro connu en 2001.
- Browil, gag, dans le n°11 (05/08/1945)

#### Héroïc-Albums(1947-1956)
« +i » après l'indication de longueur d'un épisode indique qu'une illustration d'annonce de l'histoire a été publiée dans le numéro précédent
- Illustrations dans les n°5-10, 16 et 18-19, 1947
- Le Programme non-stop, 377 strips, deux illustrations et une planche, du n°49 (1949) au n°45 (1956)

| N° Smets | Série                    | Titre                                           | Longueur                                        | Numéros de publication |
| -------- | ------------------------ | ----------------------------------------------- | ----------------------------------------------- | ---------------------- |
| B1       | Bob Bang                 | Bob Bang                                        |                                                 | 01 (1947)              |
| B2       | Bob Bang                 | Quatre squelettes et un cercueil                | Douze planches +i                               | 05 (1947)              |
| B3       | Bob Bang                 | Les Naufrageurs                                 | Douze planches +i                               | 08 (1947)              |
| B4       | Bob Bang                 | Le Temple birman                                | Douze planches +i                               | 10 (1947)              |
| B5       | Bob Bang                 | Le Trou aux crabes                              | Douze planches +i                               | 12 (1947)              |
| B6       | Bob Bang                 | Brousse d'épouvante                             | Douze planches +i                               | 14 (1947)              |
| B7       | Bob Bang                 | Les Yeux de la Lune                             | Douze planches +i                               | 16 (1947)              |
| B8       | Bob Bang                 | S.O.S. Atlantic                                 | Douze planches +i                               | 18 (1947)              |
| EB1      | Nouvelles du Captain Kid | Une Infanterie en sabots                        | Nouvelle                                        | 18 (1947)              |
| A1       | Histoires réalistes      | La Ville morte                                  | Douze planches +i                               | 20 (1947)              |
| EB1      | Nouvelles du Captain Kid | Une Leçon de pistolet                           | Nouvelle                                        | 20 (1947)              |
| EB1      | Nouvelles du Captain Kid | La Prise de Cacafuego                           | Nouvelle                                        | 21 (1947)              |
| EB1      | Nouvelles du Captain Kid | Comment on prend un navire                      | Nouvelle                                        | 22 (1947)              |
| EB1      | Nouvelles du Captain Kid | Un pirate sanguinaire                           | Nouvelle                                        | 23 (1947)              |
| A2       | Histoires réalistes      | Bill Sanders : l'Éclaireur du Texas             | Douze planches, deux strips +i                  | 23 (1947)              |
| EB1      | Nouvelles du Captain Kid | Comment Boodge devint capitaine du Bristol      | Nouvelle                                        | 24 (1948)              |
| A3       | Histoires réalistes      | Bill Sanders : le Canon maudit                  | Douze planches +i                               | 25 (1948)              |
| A4       | Histoires réalistes      | L'Île du dragon                                 | Treize planches +i                              | 27 (1948)              |
| A5       | Histoires réalistes      | Bill Sanders : Trans-Pacific                    | Treize planches +i                              | 28 (1948)              |
| B9       | Bob Bang                 | Code secret                                     | Treize planches, un strip +i                    | 30 (1948)              |
| A6       | Histoires réalistes      | Inspecteur Law : Signé le Scorpion              | Treize planches +i                              | 32 (1948)              |
| A7       | Histoires réalistes      | Inspecteur Law : Le Scorpion à Londres          | Treize planches +i                              | 33 (1948)              |
| EB1      | Nouvelles du Captain Kid | Quelques heures avant la chaise électrique      | Nouvelle                                        | 34 (1948)              |
| EB1      | Nouvelles du Captain Kid | Le récit de Bout-Dehors                         | Nouvelle                                        | 35 (1948)              |
| A8       | Histoires réalistes      | Le Temple de la mort                            | Treize planches +i                              | 35 (1948)              |
| EB1      | Nouvelles du Captain Kid | Alexandre Bras-de-Fer                           | Nouvelle                                        | 37 (1948)              |
| A9       | Histoires réalistes      | Le Gladiateur                                   | Treize planches +i                              | 37 (1948)              |
| A10      | Histoires réalistes      | Contre les Iroquois                             | Douze planches +i                               | 41 (1948)              |
| C1       | Félix                    | La Turquoise creuse                             | Treize planches +i                              | 4 (1949)               |
| C2       | Félix                    | Les Ressuscités                                 | Treize planches +i                              | 12 (1949)              |
| C3       | Félix                    | Le Gouffre de Kelgaf                            | Treize planches +i                              | 14 (1949)              |
| EB1      | Nouvelles du Captain Kid | Bagarre                                         | Nouvelle                                        | 20-21 (1949)           |
| EB1      | Nouvelles du Captain Kid | Avec les éléphants de mer                       | Nouvelle                                        | 22 (1949)              |
| EB1      | Nouvelles du Captain Kid | Joe Magniola s'évade                            | Nouvelle                                        | 23-24 (1949)           |
| C3       | Félix                    | Aventure au Chili                               | Douze planches +i                               | 25 (1949)              |
| C5       | Félix                    | Les Mésaventures de l'inspecteur Cabarez        | Treize planches +i                              | 30 (1949)              |
| C6       | Félix                    | Trafic de coco                                  | Douze planches +i                               | 34 (1949)              |
| EB1      | Nouvelles du Captain Kid | J'ai vengé Jo Calagan                           | Nouvelle                                        | 34-35 (1949)           |
| C7       | Félix                    | Trois petits messieurs                          | Douze planches +i                               | 38 (1949)              |
| EB1      | Nouvelles du Captain Kid | Le Golgotha des éléphants                       | Nouvelle                                        | 39 (1949)              |
| C8       | Félix                    | Félix contre Yen                                | Douze planches +i                               | 42 (1949)              |
| C9       | Félix                    | Fausse monnaie                                  | Douze planches +i                               | 46 (1949)              |
| C10      | Félix                    | Zero El Grande                                  | Douze planches +i                               | 51 (1949)              |
| EB1      | Nouvelles du Captain Kid | 6 balles en 3 secondes                          | Nouvelle                                        | 51 (1949)              |
| C11      | Félix                    | De curieux cigares                              | Douze planches                                  | 4 (1950)               |
| C12      | Félix                    | Félix au Honduras                               | Douze planches                                  | 6 (1950)               |
| C13      | Félix                    | Drôle d'engin                                   | Douze planches                                  | 10 (1950)              |
| C14      | Félix                    | Les Chasses de Cabarez                          | Douze planches                                  | 18 (1950)              |
| C15      | Félix                    | Le Tueur fantôme                                | Douze planches                                  | 24 (1950)              |
| C16      | Félix                    | Formule Z                                       | Douze planches                                  | 29 (1950)              |
| C17      | Félix                    | Parallèle 22                                    | Douze planches +i                               | 34 (1950)              |
| C18      | Félix                    | Au pays du matin calme                          | Douze planches +i                               | 46 (1950)              |
| A11      | Histoires réalistes      | Groupe K au service de l'OTAN                   | Douze planches, un strip au numéro précédent    | 5 (1951)               |
| A12      | Histoires réalistes      | Match avec la mort                              | Douze planches, deux strips au numéro précédent | 7 (1951)               |
| C19      | Félix                    | Une Tête doit tomber                            | Douze planches +i                               | 14 (1951)              |
| C20      | Félix                    | Continentale                                    | Douze planches                                  | 16 (1951)              |
| C21      | Félix                    | La Liste n°3                                    | Douze planches + trois strips                   | 24 (1951)              |
| C22      | Félix                    | Félix enseigne le judo                          | Douze planches                                  | 28 (1951)              |
| C23      | Félix                    | Cette sacrée publicité                          | Douze planches                                  | 34 (1951)              |
| C24      | Félix                    | La Momie mène la danse                          | Douze planches + deux strips                    | 38 (1951)              |
| C25      | Félix                    | N'y touchez pas, il est maudit                  | Treize planches                                 | 42 (1951)              |
| C26      | Félix                    | L'Homme invisible                               | Douze planches                                  | 46 (1951)              |
| C27      | Félix                    | Le Tumulus                                      | Douze planches                                  | 50 (1951)              |
| C28      | Félix                    | Félix n'est pas rentré                          | Douze planches                                  | 3 (1952)               |
| C29      | Félix                    | Cent dollars le rêve                            | Treize planches                                 | 8 (1952)               |
| C30      | Félix                    | On liquide                                      | Douze planches                                  | 12 (1952)              |
| C31      | Félix                    | L'Étrange Mister Queen                          | Douze planches                                  | 16 (1952)              |
| C32      | Félix                    | Un squelette très riche                         | Douze planches                                  | 22 (1952)              |
| C33      | Félix                    | Pop corn et les diamants                        | Douze planches                                  | 30 (1952)              |
| C34      | Félix                    | Un Mystérieux Colis                             | Douze planches                                  | 32 (1952)              |
| EB1      | Nouvelles du Captain Kid | Les Étoiles connaissent l'assassin              | Nouvelle                                        | 33 (1952)              |
| C35      | Félix                    | Une combine au poil                             | Douze planches                                  | 36 (1952)              |
| C36      | Félix                    | L'Île du diable                                 | Douze planches                                  | 44 (1952)              |
| C37      | Félix                    | Le Rire qui tue                                 | Douze planches + trois strips                   | 48 (1952)              |
| C38      | Félix                    | Le Mort vivant                                  | Douze planches + deux strips                    | 50 (1952)              |
| C39      | Félix                    | Félix cambrioleur                               | Douze planches                                  | 4 (1953)               |
| C40      | Félix                    | Félix contre le Mandragore                      | Douze planches                                  | 10 (1953)              |
| C41      | Félix                    | Affaire classée                                 | Douze planches                                  | 14 (1953)              |
| C42      | Félix                    | La Grotte hantée                                | Douze planches                                  | 18 (1953)              |
| C43      | Félix                    | 50° sous zéro !                                 | Treize planches                                 | 22 (1953)              |
| C44      | Félix                    | L'Argent qui est au fond                        | Douze planches                                  | 26 (1953)              |
| C45      | Félix                    | Le Souffle du diable                            | Douze planches                                  | 32 (1953)              |
| C46      | Félix                    | Sabotage                                        | Douze planches                                  | 38 (1953)              |
| C47      | Félix                    | Félix raconte une histoire de Marc Jaguar       | Treize planches                                 | 46 (1953)              |
| C48      | Félix                    | Le Roi et le colonel                            | Douze planches                                  | 52 (1953)              |
| C49      | Félix                    | On roule sur l'or                               | Douze planches                                  | 4 (1954)               |
| C50      | Félix                    | Les Trois croix                                 | Douze planches                                  | 8 (1954)               |
| C51      | Félix                    | La Terre tremble                                | Douze planches                                  | 14 (1954)              |
| C52      | Félix                    | Drôles de sandwich !                            | Treize planches + un strip                      | 20 (1954)              |
| C53      | Félix                    | La Disparition de M. Noble                      | Douze planches                                  | 26 (1954)              |
| C54      | Félix                    | Les Yeux dans le dos                            | Douze planches                                  | 28 (1954)              |
| C55      | Félix                    | Le Lac de l'ours                                | Douze planches + Trois strips                   | 40 (1954)              |
| C56      | Félix                    | L'Objet                                         | Douze planches                                  | 44 (1954)              |
| C57      | Félix                    | Le Fourgon n°13                                 | Douze planches                                  | 50 (1954)              |
| C58      | Félix                    | En appuyant sur la gâchette                     | Douze planches                                  | 4 (1955)               |
| C58b     | Félix                    | Le Dernier Chargeur                             | Quatre strips                                   | 10 (1955)              |
| C58b     | Félix                    | Le Dernier Chargeur                             | Deux strips                                     | 11 (1955)              |
| C58b     | Félix                    | Le Dernier Chargeur                             | Quatre strips                                   | 12 (1955)              |
| C59      | Félix                    | Le Mort plaisante                               | Douze planches                                  | 12 (1955)              |
| C60      | Félix                    | Neuf ! Dix ! Out !... La mort monte sur le ring | Treize planches                                 | 24 (1955)              |
| C61      | Félix                    | Le Phare de la mort                             | Douze planches + deux strips                    | 24 (1955)              |
| C62      | Félix                    | Le Cinquième cadavre                            | Douze planches + un strip                       | 38 (1955)              |
| C63      | Félix                    | Les Chevaliers de l'apocalypse                  | Treize planches                                 | 6 (1955)               |
| C64      | Félix                    | On a volé des cerveaux                          | Douze planches + deux strips                    | 10 (1956)              |
| C65      | Félix                    | L'Effroyable armée                              | Douze planches                                  | 16 (1956)              |
| C66      | Félix                    | La Résurrection du Potomoac                     | Treize planches                                 | 24 (1956)              |
| C67      | Félix                    | L'Affaire des bijoux                            | Douze planches + un strip encré par Kosc        | (1956)                 |

#### L'Explorateur(1949-1950)
- Achille et Boule-de-Gomme, 140 strips, n°1 à 70
- Notre oncle et nous, 24 planches, n°25 à 48

#### Le Journal de Paddy(1955)
- Cris Vallon : Le Trésor de Zapatec, n°1 à 5, 1955
- Les Beaux contes de Paddy (texte et illustration), n°1 à 3, 1955
- Qui fait votre journal ? (illustration), n°2, 1955

#### Risque-Tout(1955-1956)
- Marc Jaguar :

1. Le Lac de l'homme mort, 42 planches, du n°1 (24/11/1955) au n° 42 (06/09/1956)
2. Les Camions du diable, 7 planches, du n° 43 (13/09/1956) au n° 49 (25/10/1956). Inachevé.

- Onze illustrations, entre les n°24 (03/05/1956) et 38 (09/08/1956)

#### Spirou(1956-1979)
- Le Fureteur vous dira (textes de Jean Doisy), du 46/40 (14/11/1940) au 22/41 (29/05/1941) puis 455 (02/01/1945) à 806 (24/09/1953)
- Voyez-vous les erreurs ? (textes de Jean Doisy), du 51/40 (19/12/1940) au 22/41 (29/05/1941)
- Diverses illustrations de nouvelles, jeux et actualités, entre le 49/40 (05/12/1940) et le 2150 (28/06/1979)

| N° Smets | Série                    | Titre                                                         | Dessinateur             | Longueur                         | Numéros de publication                 |
| -------- | ------------------------ | ------------------------------------------------------------- | ----------------------- | -------------------------------- | -------------------------------------- |
| E1       | Gil Jourdan              | Libellule s'évade                                             | Maurice Tillieux        | 45 planches et une couverture    | 962 (20/09/1956) - 988 (21/03/1957)    |
| E2       | Gil Jourdan              | Popaïne et vieux tableaux                                     | Maurice Tillieux        | 45 planches et une couverture    | 990 (04/04/1957) - 1031 (16/01/1958)   |
| EB3      |                          | Soir de crainte                                               | Maurice Tillieux        | Nouvelle illustrée               | 1000 (13/06/1957)                      |
| G1       | César                    | Petit divertissement en chambre                               | Maurice Tillieux        | Deux planches                    | 1004 (11/07/1957)                      |
| G2       | César                    | Ma... sacre de printemps                                      | Maurice Tillieux        | Deux planches                    | 1042 (03/04/1958)                      |
| G3       | César                    | Expo 58, modèles réduits                                      | Maurice Tillieux        | Quatre planches                  | 1055 (03/07/1958)                      |
| E3       | Gil Jourdan              | La Voiture immergée                                           | Maurice Tillieux        | 44 planches et deux couvertures  | 1089 (29/02/1958) - 1089 (29/02/1959)  |
| J1       | Mini-récit               | n° 20 : La vieille tige                                       | Maurice Tillieux        |                                  | 1155 (02/06/1960)                      |
| G4       | César                    | Si la tente vous tente                                        | Maurice Tillieux        | Trois planches                   | 1107 (18/06/1959)                      |
| E4       | Gil Jourdan              | Les Cargos du crépuscule                                      | Maurice Tillieux        | 44 planches                      | 1113 (13/08/1959) - 1137 (28/01/1960)  |
| E5       | Gil Jourdan              | L'Enfer de Xique-Xique                                        | Maurice Tillieux        | 44 planches et deux couvertures  | 1170 (15/09/1960) - 1191 (09/02/1961)  |
| E6       | Gil Jourdan              | Surboum pour 4 roues                                          | Maurice Tillieux        | 46 planches                      | 1225 (05/10/1961) - 1248 (15/03/1962)  |
| J2       | Mini-récit               | n° 91 : La Roue                                               | Maurice Tillieux        |                                  | 1235 (14/12/1961)                      |
| E7       | Gil Jourdan              | Les Moines rouges                                             | Maurice Tillieux        | 44 planches                      | 1264 (05/07/1962) - 1285 (29/11/1962)  |
| E8       | Gil Jourdan              | La Poursuite                                                  | Maurice Tillieux        | Douze planches                   | 1316 (04/07/1963)                      |
| E9       | Gil Jourdan              | Les Trois taches                                              | Maurice Tillieux        | 44 planches                      | 1319 (25/07/1963) - 1340 (19/12/1963)  |
| E10      | Gil Jourdan              | Les Vacances de Crouton                                       | Maurice Tillieux        | Six planches                     | 1368 (02/07/1964)                      |
| E11      | Gil Jourdan              | Le Gant à trois doigts                                        | Maurice Tillieux        | 44 planches et une couverture    | 1389 (26/11/1964) - 1410 (22/04/1965)  |
| J3       |                          | La porteuse de dinde                                          | Maurice Tillieux        | Quatre planches                  | 1392 (17/12/1964)                      |
| SA       | Marc Lebut et son voisin | Allegro Ford T, 1                                             | Francis                 | Six planches                     | 1452 (10/02/1966)                      |
| E12      | Gil Jourdan              | La Guerre en caleçon                                          | Maurice Tillieux        | Douze planches et une couverture | 1453 (17/02/1966) - 1457 (18/03/1966)  |
| E13      | Gil Jourdan              | Le Chinois à deux roues                                       | Maurice Tillieux        | 44 planches et une couverture    | 1459 (31/03/1966) - 1486 (06/10/1966)  |
| J4       |                          | Histoire morale                                               | Maurice Tillieux        | Une planche                      | 1465 (12/05/1966)                      |
| SA       | Marc Lebut et son voisin | Allegro Ford T, 2                                             | Francis                 | Six planches                     | 1472 (30/06/1966)                      |
| H1       | Bob Slide                | F.B.I. Contre Matzig                                          | Maurice Tillieux        | Deux planches                    | 1478 (11/08/1966)                      |
| J5       |                          | Le Cimetière d'autos                                          | Maurice Tillieux        | Six planches                     | 1481 (01/09/1966)                      |
| SA       | Marc Lebut et son voisin | Allegro Ford T, 3                                             | Francis                 | Six planches                     | 1482 (08/09/1966)                      |
|          |                          | Un des plus belles histoires de l'Oncle pâle                  | Arthur Piroton          | Deux planches                    | 1482bis (08/09/1966)                   |
| SA       | Marc Lebut et son voisin | Allegro Ford T, 4                                             | Francis                 | Six planches                     | 1484 (22/09/1966)                      |
| J6       |                          | Interview d'un champion                                       | Maurice Tillieux        | Une planche                      | 1488 (20/10/1966)                      |
| SA       | Marc Lebut et son voisin | Allegro Ford T, 5                                             | Francis                 | Six planches                     | 1493 (24/11/1966)                      |
| SA       | Marc Lebut et son voisin | Allegro Ford T, 6                                             | Francis                 | Six planches                     | 1497 (22/12/1966)                      |
| SA       | Marc Lebut et son voisin | La Trouvaille, 1                                              | Francis                 | Six planches                     | 1505 (16/02/1967)                      |
| SA       | Marc Lebut et son voisin | La Trouvaille, 2                                              | Francis                 | Six planches                     | 1505 (07/04/1967)                      |
|          |                          | Rêve d'anniversaire                                           | Salvé                   | Deux planches                    | 1513 (14/04/1967)                      |
|          |                          | Lucky Luke Story                                              | Jean Roba               | Deux planches                    | 1513 (14/04/1967)                      |
| SA       | Marc Lebut et son voisin | La Trouvaille, 3                                              | Francis                 | Six planches                     | 1520 (01/06/1967)                      |
| H2       | Bob Slide                | L'Homme à l'œillet                                            | Maurice Tillieux        | Quatre planches                  | 1524 (29/06/1967)                      |
| SA       | Marc Lebut et son voisin | La Trouvaille, 4                                              | Francis                 | Six planches                     | 1527 (20/07/1967)                      |
| E14      | Gil Jourdan              | Chaud et froid                                                | Maurice Tillieux        | Douze planches et une couverture | 1527 (20/07/1967) - 1533 (31/08/1967)  |
| SB       | Alain Brisant            | S.O.S. Bagarreur                                              | René Follet             | 48 planches                      | 1552 (11/01/1968) – 1577 (04/07/1968)  |
| E15      | Gil Jourdan              | Le Grand Souffle                                              | Maurice Tillieux        | 26 planches et une couverture    | 1553 (18/01/1968) - 1565 (11/04/1968)  |
| SA       | Marc Lebut et son voisin | Appartement pour Ford T                                       | Francis                 | Six planches                     | 1554 (25/01/1968)                      |
| SA       | Marc Lebut et son voisin | La Ford T s'envole                                            | Francis                 | Six planches                     | 1557 (15/02/1968)                      |
| SA       | Marc Lebut et son voisin | Ford T et maison en T                                         | Francis                 | Six planches                     | 1559 (29/02/1968)                      |
| SA       | Marc Lebut et son voisin | L'Homme des vieux                                             | Francis                 | 44 planches et une couverture    | 1560 (07/03/1968) – 1581 (01/08/1068)  |
| SA       | Marc Lebut et son voisin | Concerto de Pâques                                            | Francis                 | Six planches                     | 1565 (11/04/1968)                      |
| EB2      | Gil Jourdan              | Le Bruit                                                      | Maurice Tillieux        | Nouvelle illustrée               | 1572 (31/05/1968)                      |
| SA       | Marc Lebut et son voisin | Ford T sans Ford T                                            | Francis                 | Six planches                     | 1584 (22/08/1968)                      |
| SA       | Marc Lebut et son voisin | La Ford T réagit                                              | Francis                 | Six planches                     | 1598 (28/11/1968)                      |
| SC1      | La Ribambelle            | La Ribambelle enquête                                         | Jean Roba et Jidéhem    | Trente planches                  | 1599 (05/12/1968) – 1612 (06/03/1969)  |
| E16      | Gil Jourdan              | La Bouteille                                                  | Maurice Tillieux        | Quatre planches                  | 1601 (19/12/1968)                      |
| SA       | Marc Lebut et son voisin | Noël sans Ford T                                              | Francis                 | Quatre planches                  | 1601 (19/12/1968)                      |
| SD1      | Tif et Tondu             | L'Ombre sans corps                                            | Will                    | 44 planches                      | 1602 (26/12/1968) – 1622 (15/05/1969)  |
| G5       | César                    | [Histoires au début sans titres, ensuite avec.]               | Maurice Tillieux        | 243 gags et neuf couvertures     | 1603 (02/01/1969) - 1845 (23/08/1973)  |
| SA       | Marc Lebut et son voisin | La Ford T rend service                                        | Francis                 | Six planches                     | 1604 (09/01/1969)                      |
| SA       | Marc Lebut et son voisin | La Ford T remonte le temps                                    | Francis                 | Six planches                     | 1610 (20/02/1969)                      |
| EB2      | Gil Jourdan              | L'Armée évanouie                                              | Maurice Tillieux        | Nouvelle illustrée               | 1612 (06/03/1969)                      |
| E17      | Gil Jourdan              | La Maison du mystère                                          | Maurice Tillieux        | Trois planches                   | 1615 (27/03/1969)                      |
|          | Stany Derval             | Pâques à l'île de Pâques                                      | Mitacq                  | Cinq planches                    | 1616 (03/04/1969)                      |
| SA       | Marc Lebut et son voisin | Week-end en Ford T                                            | Francis                 | Six planches                     | 1617 (10/04/1969)                      |
| SA       | Marc Lebut et son voisin | La Ford T passe la télé                                       | Francis                 | Six planches                     | 1623 (22/05/1969)                      |
| SA       | Marc Lebut et son voisin | Pour la Ford T, en avant Mars !                               | Francis                 | Six planches                     | 1627 (19/06/1969)                      |
| SA       | Marc Lebut et son voisin | La Ford T à la foire                                          | Francis                 | Six planches et couverture       | 1631 (17/07/1969)                      |
| SA       | Marc Lebut et son voisin | Ford T et P.D.G.                                              | Francis                 | Douze planches                   | 1636 (21/08/1969)                      |
| E18      | Gil Jourdan              | Pâtée explosive                                               | Maurice Tillieux        | Seize planches et une couverture | 1637 (28/08/1969) - 1644 (16/10/1969)  |
| SE1      | Jess Long                | Kidnapping                                                    | Arthur Piroton          | 30 planches                      | 1639 (11/09/1969) – 1646 (30/10/1969)  |
| SA       | Marc Lebut et son voisin | La Ford T sur le sable                                        | Francis                 | Six planches                     | 1639 (11/09/1969)                      |
| SA       | Marc Lebut et son voisin | Non à la Ford T                                               | Francis                 | Six planches                     | 1642 (02/10/1969)                      |
| SA       | Marc Lebut et son voisin | Héliford-T                                                    | Francis                 | Six planches                     | 1647 (06/11/1969)                      |
| SD2      | Tif et Tondu             | Le Cobra                                                      | Will                    | 44 planches                      | 1650 (27/11/1969) – (21/05/1970)       |
| SA       | Marc Lebut et son voisin | La Ford T chasse                                              | Francis                 | Six planches                     | 1651 (04/12/1969)                      |
| SA       | Marc Lebut et son voisin | La Ford T et un arbre de Noël comme vous n'en aurez jamais vu | Francis                 | Deux planches                    | 1652 (11/12/1969)                      |
| SA       | Marc Lebut et son voisin | La Ford T au salon de l'auto                                  | Francis                 | Six planches                     | 1657 (15/01/1970)                      |
| SA       | Marc Lebut et son voisin | Neige et Ford T                                               | Francis                 | Six planches                     | 1662 (19/02/1970)                      |
| SA       | Marc Lebut et son voisin | La Ford T s'en va en l'air                                    | Francis                 | Quatre planches                  | 1663 (26/02/1970)                      |
| SA       | Marc Lebut et son voisin | La Ford T au cinéma                                           | Francis                 | Six planches et couverture       | 1666 (19/03/1970)                      |
| H3       | Bob Slide                | Pâques surprise                                               | Maurice Tillieux        | Six planches                     | 1667 (26/03/1970)                      |
| SA       | Marc Lebut et son voisin |                                                               | Francis                 | Quatre planches                  | 1667 (26/03/1970)                      |
| EB2      | Gil Jourdan              | Pris au piège (texte de Francis Jacques)                      | Maurice Tillieux        | Nouvelle illustrée               | 1668 (02/04/1970)                      |
| SA       | Marc Lebut et son voisin | La Ford T gagne                                               | Francis                 | Quatre planches                  | 1672 (30/04/1970)                      |
| SF1      | Gil Jourdan              | Carats en vrac                                                | Gos                     | 44 planches                      | 1677 (04/06/1970) – 1696 (15/10/1970)  |
| H4       | Bob Slide                | Trente-troisième rue                                          | Maurice Tillieux        | Quatre planches                  | 1682 (09/07/1970)                      |
| SD3      | Tif et Tondu             | À 33 pas du mystère                                           | Will                    | Quatre planches                  | 1682 (09/08/1970)                      |
| SA       | Marc Lebut et son voisin |                                                               | Francis                 | Deux gags                        | 1682 (09/08/1970)                      |
|          |                          | 9+3+4+7+10=33                                                 | Gos                     | Une planche                      | 1682 (09/08/1970)                      |
|          |                          | Calibre 33                                                    | Arthur Piroton          | Une planche                      | 1682 (09/08/1970)                      |
| SA       | Marc Lebut et son voisin | La Ford T rend visite                                         | Francis                 | Six planches                     | 1685 (31/07/1970)                      |
| SE2      | Jess Long                | Les Nouveaux négriers                                         | Arthur Piroton          | 30 planches                      | 1687 (13/08/1970) – 1698 (29/10/1970)  |
| SG1      | Yoko Tsuno               | Hold-up en hi-fi                                              | Roger Leloup            | Huit planches                    | 1693 (24/09/1970)                      |
| SA       | Marc Lebut et son voisin | La Ford T à la noce                                           | Francis                 | Six planches                     | 1696 (15/10/1970)                      |
| SD4      | Tif et Tondu             | Le Roc maudit                                                 | Will                    | 44 planches                      | 1696 (15/10/1970) – 1715 (25/02/1971)  |
| SA       | Marc Lebut et son voisin | Perdus en Ford T                                              | Francis                 | Six planches                     | 1704 (10/12/1970)                      |
| SF2      | Gil Jourdan              | Les Santons                                                   | Gos                     | Six planches                     | 1706 (24/12/1970)                      |
| SG2      | Yoko Tsuno               | La Belle et la bête                                           | Roger Leloup            | Six planches                     | 1709 (13/01/1971)                      |
| SA       | Marc Lebut et son voisin | Un lit pour la Ford T                                         | Francis                 | Six planches                     | 1710 (20/01/1971)                      |
| SA       | Marc Lebut et son voisin | On a volé la Ford T                                           | Francis                 | Six planches                     | 1713 (11/02/1971)                      |
| SF3      | Gil Jourdan              | Coup d'éclat                                                  | Gos                     | Cinq planches                    | 1714 (18/02/1971)                      |
| SG3      | Yoko Tsuno               | Cap 351                                                       | Roger Leloup            | Six planches                     | 1715 (25/02/1971)                      |
| SA       | Marc Lebut et son voisin | Ford T antivol                                                | Francis                 | Six planches                     | 1716 (04/03/1971)                      |
| SA       | Marc Lebut et son voisin | La Ford T vous la coupe                                       | Francis                 | Six planches                     | 1718 (18/03/1971)                      |
| SF4      | Gil Jourdan              | Gil Jourdan et les fantômes                                   | Gos                     | 44 planches                      | 1727 (20/05/1971) – 1744 (16/09/1971)  |
| SH1      | Barbe-Noire              | La Prise de Canapêche                                         | Marcel Remacle          | 44 planches                      | 1727 (20/05/1971) – 1746 (30/09/1971)  |
| SA       | Marc Lebut et son voisin | La Ford T électrique                                          | Francis                 | Six planches                     | 1727 (20/05/1971)                      |
| EB2      | Gil Jourdan              | La Cloche hantée                                              | Maurice Tillieux        | Nouvelle illustrée               | 1729 (03/06/1971)                      |
| SA       | Marc Lebut et son voisin | La Ford T et le super voisin                                  | Francis                 | Six planches                     | 1732 (24/06/1971)                      |
| SA       | Marc Lebut et son voisin | La Ford T et le bon voisin, 2                                 | Francis                 | Six planches et couverture       | 1735 (15/07/1971)                      |
| SE3      | Jess Long                | KO pour l'éternité                                            | Arthur Piroton          | 20 planches                      | 1738 (05/08/1971) – 1739 (12/08/1971)  |
| SA       | Marc Lebut et son voisin | La Ford T fait peau neuve                                     | Francis                 | Six planches                     | 1740 (19/08/1971)                      |
| EB2      | Gil Jourdan              | L'Abominable Jouet                                            | Maurice Tillieux        | Nouvelle illustrée               | 1742 (02/09/1971)                      |
| SD5      | Tif et Tondu             | Sortis des abîmes                                             | Will                    | 44 planches                      | 1746 (30/09/1971) – 1764 (03/02/1972)  |
| SA       | Marc Lebut et son voisin |                                                               | Francis                 | Cinq planches et couverture      | 1754 (25/11/1971)                      |
| EB2      | Gil Jourdan              | Quinze petites boîtes                                         | Maurice Tillieux        | Nouvelle illustrée               | 1758 (23/12/1971)                      |
| SE4      | Jess Long                | L'Évasion                                                     | Arthur Piroton          | 30 planches                      | 1761 (13/01/1972) – 1769 (10/03/1972)  |
| EB2      | Gil Jourdan              | Les Mémoires de Libellule (texte de Jacques Dupont            | Maurice Tillieux et Gos | Nouvelle illustrée               | 1772 (30/03/1972)                      |
| SA       | Marc Lebut et son voisin | For T antipollution, 2                                        | Francis                 | Six planches et couverture       | 1773 (06/04/1972)                      |
| SE5      | Jess Long                | Le Corps du délit                                             | Arthur Piroton          | 3 planches                       | 1782 (05/06/1972)                      |
| SA       | Marc Lebut et son voisin | La Ford T visite les Burg                                     | Francis                 | Trois planches                   | 1782 (05/06/1972)                      |
| SA       | Marc Lebut et son voisin | Ford T antipollution, 4                                       | Francis                 | Huit planches et couverture      | 1786 (06/07/1972)                      |
| SE6      | Jess Long                | Les Ombres de feu                                             | Arthur Piroton          | Quatorze planches                | 1787 (13/07/1972)                      |
| SD6      | Tif et Tondu             | Les Ressuscités                                               | Will                    | 44 planches                      | 1789 (24/07/1972) – 1809 (27/10/1972)  |
| SA       | Marc Lebut et son voisin | La Ford T prend l'air                                         | Francis                 | Six planches et couverture       | 1794 (31/08/1972)                      |
| SE7      | Jess Long                | Le Bouddha écarlate                                           | Arthur Piroton          | Quatorze planches                | 1797 (21/09/197)                       |
| SA       | Marc Lebut et son voisin |                                                               | Francis                 | Six planches et couverture       | 1798 (28/09/1972)                      |
|          |                          | Butch Hell Baby                                               | Jo-El Azara             | Onze planches                    | 1805 (09/11/1972) – 1815 (25/01/1973)  |
| SE8      | Jess Long                | Les Masques de la mort                                        | Arthur Piroton          | Seize planches                   | 1813 (11/01/1973)                      |
| SI1      | Hultrasson               | L'Eau de politesse                                            | Vittorio                | 44 planches                      | 1824 (29/03/1973) – 1843 (09/08/1973)  |
| SA       | Marc Lebut et son voisin |                                                               | Francis                 | Deux planches                    | 1827 (19/04/1973)                      |
| SD7      | Tif et Tondu             | Le Scaphandrier mort                                          | Will                    | 44 planches                      | 1831 (17/05/1973) – 1847 (06/09/1973)  |
| SE9      | Jess Long                | Rapt                                                          | Arthur Piroton          | Seize planches                   | 1837 (28/06/1973) – 1838 (05/07/1973)  |
| G5       | César                    | [Dix gags aux titres divers]                                  | Maurice Tillieux        | Dix gags                         | 1848 (13/09/1973) - 1857 (15/11/1973)  |
| SA       | Marc Lebut et son voisin |                                                               | Francis                 | Gag                              | 1848 (13/09/1973)                      |
| SA       | Marc Lebut et son voisin |                                                               | Francis                 | Huit planches et couverture      | 1852 (11/10/1973)                      |
| SA       | Marc Lebut et son voisin | Le Bolide Ford T                                              | Francis                 | Six planches et couverture       | 1857 (15/11/1973)                      |
| G5       | César                    | « Mon beau sapin » et « Gag à l'eau »                         | Maurice Tillieux        | Deux gags                        | 1860 (06/12/1973) et 1861 (13/12/1973) |
| SD8      | Tif et Tondu             | Un Plan démoniaque                                            | Will                    | 44 planches                      | 1861 (13/12/1973) – 1879 (18/04/1974)  |
| G5       | César                    | « Bonne année 1973 »                                          | Maurice Tillieux        | Un gag                           | 1863 (27/12/1973)                      |
| SA       | Marc Lebut et son voisin |                                                               | Francis                 | Dix planches et couverture       | 1868 (31/01/1974)                      |
| SA       | Marc Lebut et son voisin | La Ford T et l'eau merveilleuse                               | Francis                 | Six planches                     | 1871 (21/02/1974)                      |
| SA       | Marc Lebut et son voisin |                                                               | Francis                 | Gag                              | 1875 (21/03/1974)                      |
| SA       | Marc Lebut et son voisin |                                                               | Francis                 | Gag                              | 1877 (04/04/1974                       |
| SE10     | Jess Long                | La Piste sanglante                                            | Arthur Piroton          | 30 planches                      | 1879 (18/04/1974) – 1885 (30/05/1974)  |
| SA       | Marc Lebut et son voisin |                                                               | Francis                 | Gag                              | 1881 (02/05/1974)                      |
| SD9      | Tif et Tondu             | Tif et Tondu à New York                                       | Will                    | 44 planches                      | 1889 (27/06/1974) – 1902 (26/09/1974)  |
| SJ1      | Natacha                  | Un trône pour Natacha                                         | François Walthéry       | 45 planches                      | 1893 (25/07/1974) – 1912 (05/12/1974)  |
| SE11     | Jess Long                | L'Homme au bout de la nuit                                    | Arthur Piroton          | Seize planches                   | 1897 (22/08/1974) – 1898 (29/08/1974)  |
| SA       | Marc Lebut et son voisin |                                                               | Francis                 | Gag                              | 1908 (07/11/1974)                      |
| SA       | Marc Lebut et son voisin |                                                               | Francis                 | Six planches et couverture       | 1914 (19/12/1974)                      |
| SE12     | Jess Long                | La Bête                                                       | Arthur Piroton          | Seize planches                   | 1931 (17/04/1975) – 1932 (24/04/1975)  |
| SA       | Marc Lebut et son voisin |                                                               | Francis                 | Huit planches                    | 1941 (26/06/1975)                      |
| SD10     | Tif et Tondu             | Aventure en Birmanie                                          | Will                    | 44 planches                      | 1942 (03/07/197) – 1957 (17/10/1975)   |
| SE13     | Jess Long                | La Grotte au crabes                                           | Arthur Piroton          | Trente planches                  | 1945 (25/07/1975) – 1950(29/08/1975)   |
| SA       | Marc Lebut et son voisin |                                                               | Francis                 | Quatre planches                  | 1951 (04/09/1975)                      |
| SA       | Marc Lebut et son voisin | La Paix                                                       | Francis                 | Deux planches                    | 1953 (18/09/1975)                      |
| SA       | Marc Lebut et son voisin |                                                               | Francis                 | Six planches                     | 1955 (02/10/1975)                      |
| SA       | Marc Lebut et son voisin |                                                               | Francis                 | Six planches                     | 1964 (04/12/1975)                      |
| SC2      | La Ribambelle            | La Ribambelle contre-attaque                                  | Jean Roba et Jidéhem    | Trente planches                  | 1965 (11/12/1975) – 1972 (29/01/1976)  |
| SE14     | Jess Long                | Le Saut de la mort                                            | Arthur Piroton          | Seize planches                   | 1982 (08/04/1976) – 1983 (15/04/1976)  |
| SD11     | Tif et Tondu             | Le Retour de la bête                                          | Will                    | 44 planches                      | 1988 (20/05/1976) – 1999 (05/08/1976)  |
| SE15     | Jess Long                | Pour une poignée de balles                                    | Arthur Piroton          | Neuf planches                    | 2000 (12/08/1976)                      |
| SJ2      | Natacha                  | Le Treizième Apôtre                                           | François Walthéry       | 46 planches                      | 2017 (18/11/1976) – 2046 (30/06/1977)  |
| SE17     | Jess Long                | Le Grain de sable                                             | Arthur Piroton          | Douze planches                   | 2031 (17/03/1977)                      |
| SD12     | Tif et Tondu             | Le Gouffre interdit                                           | Will                    | 44 planches                      | 2046 (30/06/1977) – 2064 (03/11/1977)  |
| SE17     | Jess Long                | Grand Canyon                                                  | Arthur Piroton          | Dix-huit planches                | 2062 (27/10/1977) – 2066 (17/11/1977)  |
| J7       |                          | Tillerton : c'est rien que la vérité                          | Maurice Tillieux, Walt  | Deux planches                    | 2074 (12/01/1978)                      |
| J8       |                          | Triste histoire d'un gars à la coule...                       | Maurice Tillieux        | Deux planches                    | 2074 (12/01/1978)                      |
| E21      | Gil Jourdan              | Présentation de Marc Jaguar                                   | Maurice Tillieux        | Deux strips                      | 2095 (08/06/1978)                      |
| SD13     | Tif et Tondu             | Les Passe-montagnes                                           | Will                    | 44 planches                      | 2101 (20/07/1978) – 2115 (26/10/1978)  |
| SE18     | Jess Long                | Il était deux fois dans l'Ouest                               | Arthur Piroton          | Vingt-deux planches              | 2110 (21/09/1978) – 2119 (23/11/1978)  |
| SF7      | Gil Jourdan              | Entre deux eaux                                               | Gos                     | 28 planches                      | 2119 (23/11/1978) – 2131 (15/02/1979)  |

#### Ima l'ami des jeunes(1958)
- Ange Signe : Le Démon vert, deux planches, du n°125 au n°140, 1958. Reprise de La Grotte hantée (Félix C42, 1953). Réédité dans L'Intrépide et Récréation sous le titre de La Grotte au Démon Vert.  Histoire entièrement remaniée par Maurice Tillieux, elle passe de 11 planches (dans Héroïc-Albums) à 32 planches dans IMA.

#### Pilote(1959-1960)
- Zappy Max: Ça va bouillir (dessin) et Saint-Julien (scénario), n°1 (29/10/1959) à 44 (25/08/1960)

#### Récréation(1960-1966)
Supplément jeunesse hebdomadaire du quotidien belge La Dernière Heure. Les aventures d'Ange Signe qui y sont publiées sont des reprises d'histoire de Félix publiées antérieurement dans Héroïc-Album mais remaniées, certaines par M. Tillieux, d'autres par le studio A.L.I., pour en faire, notamment, disparaître les éléments choquants. Certaines histoires sont adaptées et allongées.

#### L'Intrépide(1961-1962)
- Ange Signe. Réédition de Félix remaniés, certaines par M. Tillieux, d'autres par le studio A.L.I. :

1. La Grotte au Démon Vert, 1961. Même version que dans Ima l'ami des jeunes, mais en noir et blanc. Le titre est légèrement modifié.
2. La Résurrection du Potomac, 18 planches, du n°609 (01/11/1961) au n°613 (01/01/1962). Reprise remaniée de l'histoire de Félix du même nom (C62, 1956)

#### Le Patriote illustré(1964)
- Publicité avec Gil Jourdan pour la collection « Gag de Poche », n°44 (01/11/1964)
- Publicité avec César pour la collection « Gag de poche », n°47 (22/11/1964)

#### Pourquoi pas(1971)
- Les Affres des auteurs de bande dessinée

#### Super Tintin(1978)
- Gil Jourdan : La Rue perdue, deux planches, n°26bis, 1978. Numéro Smits E19

#### Périodiques publicitaires
- Gags dans Publi Post, 1950
- Monsieur Balourd, 467 strips, dans le mensuel de l'A.N.P.A.T., entre 1954 et 1964
- Camping Gaz vous aide, une planche, 1965

### Albums
| Série et titre                                              | Dessinateur           | Date de parution | Maison d'édition     | Contenu, précisions |  |
| ----------------------------------------------------------- | --------------------- | ---------------- | -------------------- | --- |  |
| Marc Jaguar, t. 1 : Le Lac de l'homme mort                  | Maurice Tillieux      | 1957             | Dupuis               | Version redessinée pour tenir en 46 planches.                                                                                                |  |
| Gil Jourdan, t. 1 : Libellule s'évade                       | Maurice Tillieux      | 1959             | Dupuis               | Repris en « Gag de poche » (n°3, 1964) et en « J'ai Lu Pocket » (1987)                                                                       |  |
| Gil Jourdan, t. 2 : Popaïne et vieux tableaux               | Maurice Tillieux      | 1959             | Dupuis               | Repris en « Gag de poche » (n°7, 1964) et en « J'ai Lu Pocket » (1988)                                                                       |  |
| Gil Jourdan, t. 3 : La Voiture immergée                     | Maurice Tillieux      | 1960             | Dupuis               | Repris en « Gag de poche » (n°49, 1967) et en « J'ai Lu Pocket » (1989)                                                                      |  |
| Gil Jourdan, t. 4 : Les Cargos du crépuscule                | Maurice Tillieux      | 1960             | Dupuis               | Repris en « Gag de poche » (n°31, 1965) et en « J'ai Lu Pocket » (1989)                                                                      |  |
| Gil Jourdan, t. 5 : L'Enfer de Xique-Xique                  | Maurice Tillieux      | 1962             | Dupuis               | Repris en « Gag de poche » (n°53, 1967) et en « J'ai Lu Pocket » (1990)                                                                      |  |
| Gil Jourdan, t. 6 : Surboum pour 4 roues                    | Maurice Tillieux      | 1963             | Dupuis               | Repris en « Gag de poche » (n°56, 1968) |  |
| Gil Jourdan, t. 7 : Les Moines rouges                       | Maurice Tillieux      | 1964             | Dupuis               | Repris en« Gag de poche » (n°60, 1968) |  |
| Gil Jourdan, t. 8 : Les Trois Taches                        | Maurice Tillieux      | 1965             | Dupuis               | |  |
| Gil Jourdan, t. 9 : Le Gant à trois doigts                  | Maurice Tillieux      | 1966             | Dupuis               | |  |
| Gil Jourdan, t. 10 : Le Chinois à deux roues'               | Maurice Tillieux      | 1967             | Dupuis               | |  |
| Gil Jourdan, t. 11 : Chaud et froid                         | Maurice Tillieux      | 1969             | Dupuis               | E14, E15, E17 |  |
| Gil Jourdan, t. 12 : Pâtée explosive                        | Maurice Tillieux      | 1971             | Dupuis               | E8, E12, E18 |  |
| Gil Jourdan, t. 13 : Carats en vrac                         | Gos                   | 1972             | Dupuis               | |  |
| Gil Jourdan, t. 14 : Gil Jourdan et les fantômes            | Gos                   | 1972             | Dupuis               | |  |
| Gil Jourdan, t. 15 : Sur la piste d'un 33 tours             | Gos                   | 1973             | Dupuis               | |  |
| Gil Jourdan, t. 16 : Entre deux eaux                        | Gos                   | 1979             | Dupuis               | SF2, SF3, SF5, SF7 |  |
| César                                                       | Maurice Tillieux      | 1964             | Dupuis               | Collection « Gag de poche » n°6 |  |
| César, deuxième service                                     | Maurice Tillieux      | 1964             | Dupuis               | Collection « Gag de poche » n°12 |  |
| Félix                                                       | Maurice Tillieux      | 1968             | Éditions des Bogards | C52-C54 et C56-C58 |  |
| Félix, t. 1                                                 | Maurice Tillieux      | 1973             | RTP                  | C8, C24, C25 et C29-C31 + du programme non-stop                                                                                              |  |
| Tif et Tondu, t. 16 : L'Ombre sans corps                    | Will                  | 1970             | Dupuis               | |  |
| Tif et Tondu, t. 17 : Tif et Tondu contre le Cobra          | Will                  | 1971             | Dupuis               | |  |
| Tif et Tondu, t. 18 : Le Roc maudit'                        | Will                  | 1972             | Dupuis               | |  |
| Tif et Tondu, t. 19 : Sorti des abîmes                      | Will                  | 1972             | Dupuis               | |  |
| Tif et Tondu, t. 20 : Les Ressuscités'                      | Will                  | 1973             | Dupuis               | |  |
| Tif et Tondu, t. 21 : Le Scaphandrier mort                  | Will                  | 1974             | Dupuis               | |  |
| Tif et Tondu, t. 22 : Un plan démoniaque                    | Will                  | 1975             | Dupuis               | |  |
| Tif et Tondu, t. 23 : Tif et Tondu à New York               | Will                  | 1975             | Dupuis               | |  |
| Tif et Tondu, t. 24 : Aventure birmane                      | Will                  | 1976             | Dupuis               | |  |
| Tif et Tondu, t. 25 : Le Retour de la bête                  | Will                  | 1977             | Dupuis               | |  |
| Tif et Tondu, t. 26 : Le Gouffre interdit                   | Will                  | 1978             | Dupuis               | |  |
| Tif et Tondu, t. 27 : Les Passe-montagnes                   | Will                  | 1979             | Dupuis               | |  |
| César et Ernestine, t. 1 : L'École des gags                 | Maurice Tillieux      | 1971             | Dupuis               | |  |
| César et Ernestine, t. 2 : La Vie à deux                    | Maurice Tillieux      | 1971             | Dupuis               | |  |
| César et Ernestine, t. 3 : Quel métier !                    | Maurice Tillieux      | 1972             | Dupuis               | |  |
| César et Ernestine, t. 4 : Au fil des (mauvais) jours       | Maurice Tillieux      | 1972             | Dupuis               | |  |
| César et Ernestine, t. 4 : Au fil des (mauvais) jours       | Maurice Tillieux      | 1972             | Dupuis               | |  |
| Vieux Nick et Barbe Noire, t. 16 : La Prise de Canapêche    | Marcel Remacle        | 1972             | Dupuis               | |  |
| Dossier Tillieux 1947                                       | Maurice Tillieux      | 1974             | Dupuis               | A2 et les Bob Bang |  |
| Hultrasson t.4 : L'Eau de politesse                         | Vittorio Leonardo     | 1974             | Dupuis               | |  |
| Yoko Tsuno, t. 4 : Aventures électroniques                  | Roger Leloup          | 1974             | Dupuis               | SG1-SG3 |  |
| Natacha, t. 4 : Un trône pour Natacha                       | François Walthéry     | 1975             | Dupuis               | |  |
| Natacha, t. 6 : Le Treizième Apôtre                         | François Walthéry     | 1978             | Dupuis               | |  |
| Natacha, t. 16 : L'Ange blond                               | François Walthéry     | 1994             | Marsu Productions    | |  |
| Jess Long, t. 1 : Le Bouddha écarlate                       | Arthur Piroton        | 1976             | Dupuis               | SE2, SE7 |  |
| Jess Long, t. 2 : Les Ombres de feu                         | Arthur Piroton        | 1977             | Dupuis               | SE4, SE6 |  |
| Jess Long, t. 3 : La Piste sanglante                        | Arthur Piroton        | 1978             | Dupuis               | SE10, SE11 |  |
| Jess Long, t. 4 : Les Masques de mort                       | Arthur Piroton        | 1978             | Dupuis               | SE8, SE13 |  |
| Jess Long, t. 5 : Il était deux fois dans l'Ouest           | Arthur Piroton        | 1980             | Dupuis               | SE14, SE15, SE18 |  |
| Jess Long, t. 6 : Grand Canyon                              | Arthur Piroton        | 1981             | Dupuis               | SE9, SE16, SE17 |  |
| Jess Long, t. 8 : L'Intimidation                            | Arthur Piroton        | 1983             | Dupuis               | SE3 |  |
| Jess Long, t. 10 : La Bête                                  | Arthur Piroton        | 1985             | Dupuis               | SE1, SE12 |  |
| Jess Long, t. 11 : Ses Adieux à la scène                    | Arthur Piroton        | 1986             | Dupuis               | |  |
| Félix, t. 1 : Félix 1                                       | Maurice Tillieux      | 1977             | Michel Deligne       | C27, C34, C38, C40-C43, C45-C46 et C48-C49                                                                                                   |  |
| Félix, t. 2 : Félix 2                                       | Maurice Tillieux      | 1977             | Michel Deligne       | C50-C52, C55, C60-C65 |  |
| Félix, t. 3 : Félix 3                                       | Maurice Tillieux      | 1978             | Michel Deligne       | C1-C12 |  |
| Félix, t. 4 : Félix 4                                       | Maurice Tillieux      | 1978             | Michel Deligne       | C24-C26, C29-C33 et C35-C37 |  |
| Félix, t. 5 : Félix 5                                       | Maurice Tillieux      | 1978             | Michel Deligne       | C13-C14, C16-C18, C23, C39, C44, C53-C54, C56 et C59                                                                                         |  |
| Félix, t. 6 : Félix 6                                       | Maurice Tillieux      | 1979             | Michel Deligne       | C15, C19, C20-C22, C28, C57-C58b, C59, C66-C67                                                                                               |  |
| Almanach 78 Curiosity                                       | Maurice Tillieux      | 1978             | Michel Deligne       | La Bande infernale 1 et Zénobie |  |
| Les Meilleurs Récits du journal Spirou, t. 1                | Maurice Tillieux      | 1978             | Dupuis               | La porteuse de dinde |  |
| Marc Jaguar : Le Lac de l'homme mort                        | Maurice Tillieux      | 1978             | Dupuis               | Collection « Péchés de jeunesse » (n°4) |  |
| Tif et Tondu : Tif et Tondu en Amérique centrale            | Will                  | 1978             | Dupuis               | À 33 pas du mystère. Collection « Péchés de jeunesse » (n°5)                                                                                 |  |
| La Vieille Tige et La Roue                                  | Maurice Tillieux      | 1980             | Yann Rudler          | |  |
| Aventures réalistes, t. 1                                   | Maurice Tillieux      | 1981             | Michel Deligne       | A1-A5 |  |
| Aventures réalistes, t. 2                                   | Maurice Tillieux      | 1981             | Michel Deligne       | A6-A9 |  |
| Aventures réalistes, t. 2                                   | Maurice Tillieux      | 1981             | Michel Deligne       | A10-A12 |  |
| Félix : L'Affaire des bijoux                                | Maurice Tillieux      | 1981             | Dupuis               | Montage de C66 et C67 réalisé par François Walthéry. Collection « Péchés de jeunesse » (n°12)                                                |  |
| Ange Signe : La Grotte du démon vert                        | Maurice Tillieux      | 1981             | MJC de Longwy        | |  |
| Félix, t. 1 : Les Ressuscités                               | Maurice Tillieux      | 1981             | Michel Deligne       | C1-C3 |  |
| Félix, t. 2 : Trafic de coco                                | Maurice Tillieux      | 1982             | Michel Deligne       | C4-C6 |  |
| Félix, t. 3 : Trois petits messieurs                        | Maurice Tillieux      | 1982             | Michel Deligne       | C7-C9 |  |
| Félix, t. 4 : De curieux cigares                            | Maurice Tillieux      | 1983             | Michel Deligne       | C10-C12 |  |
| Félix, t. 5 : Le Tueur fantôme                              | Maurice Tillieux      | 1986             | Dupuis               | C13-C15 |  |
| Félix, t. 6 : Au pays du matin calme                        | Maurice Tillieux      | 1986             | Dupuis               | C16-C18 |  |
| Félix, t. 7 : La Liste n°3                                  | Maurice Tillieux      | 1986             | Dupuis               | C19-C21 |  |
| Félix, t. 8 : La Momie mène la danse                        | Maurice Tillieux      | 1987             | Dupuis               | C22-C24 |  |
| Bob Slide, l'homme à l'œillet                               | Maurice Tillieux      | 1982             | Michel Deligne       | |  |
| Aventures de l'Âge d'or, t. 5 : Achille et Boule-de-Gomme 1 | Maurice Tillieux      | 1982             | Michel Deligne       | |  |
| Aventures de l'Âge d'or, t. 6 : Achille et Boule-de-Gomme 2 | Maurice Tillieux      | 1982             | Michel Deligne       | |  |
| Cas de farce majeure                                        | Maurice Tillieux      | 1982             | Bédésup              | La Porteuse de dindade, Histoire morale, Tillierton et cinq Monsieur Balourd                                                                 |  |
| La Ribambelle, t. 5 : La Ribambelle enquête                 | Jean Roba et Jidéhem  | 1984             | Dupuis               | |  |
| La Ribambelle, t. 6 La Ribambelle contre-attaque            | Jean Roba et Jidéhem  | 1984             | Dupuis               | |  |
| Alain Brisant : S.O.S. Bagarreur                            | René Follet           | 1985             | Dupuis               | Collection « Dupuis Aventures » (n°7) |  |
| Tout Gil Jourdan, t. 1 : Premières aventures                | Maurice Tillieux      | 1985             | Dupuis               | E1-E3, E8, E10 |  |
| Tout Gil Jourdan, t. 2 : Enquêtes françaises                | Maurice Tillieux      | 1985             | Dupuis               | E4, E6, E7 |  |
| Tout Gil Jourdan, t. 3 : Aventures exotiques                | Maurice Tillieux      | 1985             | Dupuis               | E5, E11, E13 |  |
| Tout Gil Jourdan, t. 4 : Dix aventures                      | Maurice Tillieux, Gos | 1986             | Dupuis               | E12, E14-E18, SF2, SF3, SF5, SF7, Histoire morale, Bob Slide                                                                                 |  |
| Tout Gil Jourdan, t. 5 : Duo pour un héros                  | Gos                   | 1986             | Dupuis               | SF1, SF4 et SF6 |  |
| Tout Gil Jourdan, t. 6 : Trois détectives                   | Maurice Tillieux      | 1987             | Dupuis               | E9, E19, E20, C47, L'Affaire des bijoux (version 1981), Marc Jaguar : Le Lac de l'homme mort (version 1957), Camping Gaz vous aide... (1965) |  |
| Tout César, t. 7 : L'École des gags                         | Maurice Tillieux      | 1988             | Dupuis               | |  |
| Tout César, t. 8 : Au fil des (mauvais) jours               | Maurice Tillieux      | 1988             | Dupuis               | |  |
| Félix, t. 5 : L'Intégrale / 5                               | Maurice Tillieux      | 2004             | Niffle               | C42 à C49 |  |
| Félix, t. 6 : L'Intégrale / 6                               | Maurice Tillieux      | 2003             | Niffle               | C50 à C58 |  |
| Félix, t. 7 : L'Intégrale / 7                               | Maurice Tillieux      | 2002             | Niffle               | C59 à C67 |  |
| Les Aventures d'Achille et Boule-de-Gomme                   | Maurice Tillieux      | 2002             | Éditions de l'Élan   | |  |
| La Ribambelle : Intégrale 2                                 | Jean Roba et Jidéhem  | 2003             | Dargaud              | SC1 et SC2 |  |
| L'intégrale des histoires de Bob Bang                       | Maurice Tillieux      | 2005             | Éditions de l'Élan   | |  |
| Les Mésaventures de Monsieur Balourd                        | Maurice Tillieux      | 2007             | Éditions de l'Élan   | |  |
| Tif et Tondu, intégrale t. 2 : Sur la piste du crime        | Will                  | 2007             | Dupuis               | SD1, SD2 et SD4 |  |
| Tif et Tondu, intégrale t. 4 : Échec aux mystificateurs     | Will                  | 2008             | Dupuis               | SD6, SD8 et SD11 |  |
| Ange Signe : La Grotte au Démon Vert                        | Maurice Tillieux      | 2008             | Éditions de l'Élan   | |  |
| Natacha, intégrale t. 2 : Natacha prend son envol           | François Walthéry     | 2008             | Dupuis               | SJ1, SJ2 |  |
| Gil Jourdan. L'intégrale, t. 1 : 1956-1960                  | Maurice Tillieux      | 2009             | Dupuis               | E1-E4 |  |
| Gil Jourdan. L'intégrale, t. 2 : 1960-1963                  | Maurice Tillieux      | 2009             | Dupuis               | E5-E9 |  |
| Gil Jourdan. L'intégrale, t. 3 : 1964-1970                  | Maurice Tillieux      | 2010             | Dupuis               | E10-E28, EB2 |  |
| Zappy Max : Ça va bouillir                                  | Maurice Tillieux      | 2010             | Éditions de l'Élan   | |  |

## Illustrations
- Le Complot des lapins, Bruges-Bruxelles : éd. Librairie Saint-Charles, 1945
- Avec honneur, Marcinell : Dupuis, 1946
- Maurice Tillieux, éd. Du Perron, 1984

## Romans
- Le navire qui tue ses capitaines, Maréchal, coll. « Le Sphinx », 1943. (Réédition Étienne Feuche Enr., Montréal, 1945)
- L'Homme qui s'assassina, Maréchal, coll. « Le Sphinx », 1944 (sous le pseudonyme de Robertson)
- Aventures de Paillasson, Librairie Saint-Charles, Bruges-Bruxelles, 1945.
- Paillasson rencontre Paradis, Librairie Saint-Charles, Bruges-Bruxelles, 1945.

## Référencement